# Seis Naciones M21
El Seis Naciones M21 fue una competición de rugby para selecciones nacionales juveniles europeas.
Se disputó desde el año 1993 hasta el 2007, fecha en que fue reemplazado por el Seis Naciones M20

## Campeonatos
| Edición | Año  | Campeón      | 2º puesto    | 3º puesto    | 4º puesto    | 5º puesto    | 6º puesto    |
| ------- | ---- | ------------ | ------------ | ------------ | ------------ | ------------ | ------------ |
| I       | 1993 | sin datos    | sin datos    | sin datos    | sin datos    | sin datos    | sin datos    |
| II      | 1994 | sin datos    | sin datos    | sin datos    | sin datos    | sin datos    | sin datos    |
| III     | 1995 | sin datos    | sin datos    | sin datos    | sin datos    | sin datos    | sin datos    |
| IV      | 1996 | sin datos    | sin datos    | sin datos    | sin datos    | sin datos    | sin datos    |
| V       | 1997 | sin datos    | sin datos    | sin datos    | sin datos    | sin datos    | sin datos    |
| VI      | 1998 | Inglaterra   | Francia      | Irlanda      | Gales        | Escocia      |              |
| VII     | 1999 | Gales        | Irlanda      | Francia      | Inglaterra   | Escocia      |              |
| VIII    | 2000 | Francia      | Gales        | Irlanda      | Inglaterra   | Escocia      | Italia       |
| IX      | 2001 | no terminado | no terminado | no terminado | no terminado | no terminado | no terminado |
| X       | 2002 | Francia      | Gales        | Inglaterra   | Irlanda      | Italia       | Escocia      |
| XI      | 2003 | Gales        | Irlanda      | Inglaterra   | Francia      | Escocia      | Italia       |
| XII     | 2004 | Inglaterra   | Francia      | Irlanda      | Gales        | Escocia      | Italia       |
| XIII    | 2005 | Gales        | Francia      | Escocia      | Inglaterra   | Irlanda      | Italia       |
| XIV     | 2006 | Inglaterra   | Francia      | Gales        | Irlanda      | Escocia      | Italia       |
| XV      | 2007 | Irlanda      | Francia      | Inglaterra   | Italia       | Gales        | Escocia      |

## Posiciones
Número de veces que las selecciones ocuparon cada posición desde 1998.
| Equipo     | Campeón | 2°puesto | 3°puesto | 4°puesto | 5°puesto | 6°puesto |
| ---------- | ------- | -------- | -------- | -------- | -------- | -------- |
| Gales      | 3       | 2        | 1        | 2        | 1        |          |
| Inglaterra | 3       |          | 3        | 3        |          |          |
| Francia    | 2       | 5        | 1        | 1        |          |          |
| Irlanda    | 1       | 2        | 3        | 2        | 1        |          |
| Escocia    |         |          | 1        |          | 6        | 2        |
| Italia     |         |          |          | 1        | 1        | 5        |